# John Langdon
John Langdon (ur. 26 czerwca 1741 w Portsmouth w stanie New Hampshire, zm. 18 września 1819 w Portsmouth w stanie New Hampshire) – amerykański przedsiębiorca, żołnierz i polityk.

## Życiorys
John Langdon urodził się 26 czerwca 1741 roku w Portsmouth w stanie New Hampshire. Jego ojciec był lokalnym politykiem i posiadał spory majątek ziemski. John wraz ze swoim starszym bratem Woodburym postanowili jednak zająć się działalnością handlową w pobliskim porcie.
W wieku 22 lat został kapitanem statku towarowego żeglującego do Indii Zachodnich, a cztery lata później wszedł w posiadanie swojego pierwszego statku handlowego. Na przestrzeni lat zgromadził niewielką flotę statków, które kursowały pomiędzy Portsmouth, Karaibami i Londynem. Jego brat odniósł jeszcze większy sukces w interesach i w 1770 roku obaj bracia należeli do najbogatszych obywateli Portsmouth.
U progu rewolucji amerykańskiej obaj bracia zaangażowali się w lokalną politykę. John uczestniczył w miejskich komitetach stworzonych aby protestować przeciw cłom na herbatę wprowadzonym przez brytyjski parlament oraz aby zorganizować bojkot brytyjskich towarów. W 1774 roku obaj bracia zostali wybrani do stanowego parlamentu New Hampshire. Jednak proces polityczny szybko zirytował Langdona i wkrótce przyłączył się do lokalnej armii obywatelskiej. Brał między innymi udział w rajdzie na lokalny fort, podczas którego zdobyto zapasy prochu zanim mógł je przejąć gubernator królewski. W 1775 wybrano go do Kongresu Kontynentalnego. W kongresie Langdon natychmiast opowiedział się za ogłoszeniem niepodległości.
Jako członek Kongresu Kontynentalnego Langdon przyczynił się znacząco do przygotowań do wojny. Ze względu na doświadczenie w sprawach morskich zasiadał między innymi w komitecie Kongresu nadzorującym utworzenie floty kontynentalnej.
W 1775 roku zrezygnował z uczestnictwa w Kongresie Kontynentalnym, aby bezpośrednio zająć się zarządzaniem marynarką. Korzystając ze swoich rozległych kontaktów ustanowił stocznię w Portsmouth i rozpoczął pracę nad budową fregaty Raleigh. Posiadał również własną flotę statków korsarskich, a następnie zaczął nadzorować budowę 74-działowego okrętu liniowego America, który był najbardziej ambitnym projektem stoczniowym w tamtych czasach. Poza tym, nadzorował import i dystrybucję broni z Francji.
Podczas wojny o niepodległość Stanów Zjednoczonych Langdon współorganizował brygady lokalnej armii obywatelskiej. Uczestniczył w potyczkach z Brytyjczykami. Poświęcił również sporą część swojego majątku na finansowanie wojny.
W 1785 roku został prezydentem New Hampshire. W 1787 roku został wybrany do Konwencji Konstytucyjnej w Filadelfii. Opowiadał się na niej za ustanowieniem silnej władzy federalnej. Został jednym z sygnatariuszy Konstytucji Stanów Zjednoczonych. Jego rodzinny stan New Hampshire ratyfikował ją jako dziewiąty stan, dzięki czemu weszła ona w życie.
W 1789 roku Langdon zrezygnował z funkcji gubernatora stanu New Hampshire, aby zasiąść w Senacie Stanów Zjednoczonych. Na pierwszej sesji senatu został wybrany jego przewodniczącym pro tempore. W 1801 roku prezydent Thomas Jefferson zaoferował mu pozycję Sekretarza Marynarki Wojennej, jednak Langdon odmówił. Powrócił do polityki stanowej, gdzie pełnił funkcję gubernatora oraz stanowego parlamentarzysty. Ostatecznie z polityki wycofał się w 1812 roku.
Zmarł 18 września 1819 roku w Portsmouth w stanie New Hampshire. Pochowany jest na lokalnym cmentarzu.